# Liechtensteinischer Hochschulsportverband
Der Liechtensteinische Hochschulsportverband (LHSV) (englisch University Sports Federation of Liechtenstein) ist eine Interessenvertretung des Hochschulsports in Liechtenstein. Der Verband setzt sich aus Vertretern aller akademischen Institutionen im Fürstentum Liechtenstein zusammen. Gegründet wurde er im Jahr 2011.

## Ziel/Vision
Der Liechtensteinische Hochschulsportverband hat es sich zum Ziel gesetzt, die Bedeutung des Sports an Universitäten zu fördern und organisiert hierzu ein Sportangebot für Studenten in Liechtenstein und liechtensteinische Studierende sowie der Hochschulabsolventen. Die Vision des Verbandes und seiner Mitglieder ist es, Studierenden mit Bezug zum Fürstentum Liechtenstein abseits des Lernens auch den Zugang zum Sport zu ermöglichen und dabei den Teamgeist und die persönliche Entwicklung zu stärken sowie die Weiterentwicklung des Sports im Land aktiv zu unterstützen. Dabei setzt sich der LHSV dafür ein, dass die Voraussetzungen für die Ausübung von Sport während des Studiums geschaffen und Rechte für Studierende erfüllt werden.

## Aufgaben
Der Verband ist für die Beschickungen von Studierenden zu internationalen Sportveranstaltungen im studentischen Bereich zuständig. Hierzu zählen Universiaden und anderen internationalen Wettkämpfe. Die Entsendung erfolgt in Kooperation mit den nationalen Fachverbänden sowie in Zusammenarbeit mit dem Schweizer Hochschulsport-Verband (SHSV).

## Mitgliedschaften
Der Liechtensteinische Hochschulsportverband ist Mitglied des internationalen Hochschulsportverbandes (FISU) sowie des europäischen Kontinentalverbandes (EUSA) und vertritt Liechtenstein in den diversen Gremien.

## Organisation
Der Verband setzt sich aus Vertretern aller akademischen Institutionen im Fürstentum Liechtenstein zusammen. Mitgliedsinstitutionen sind die Private Universität im Fürstentum Liechtenstein (UFL), die Universität Liechtenstein und das Liechtenstein-Institut.

## Vorstand
Der Vorstand des LHSV ist das operativ tätige Organ des Verbands und wird durch die Delegiertenversammlung, dem obersten Organ des Liechtensteinischen Hochschulsportverbands, gewählt.
- Präsident: Manuel Hug
- Generalsekretärin: Lena Seiller